# Episodi di Sposati... con figli (undicesima stagione)
L'undicesima e ultima stagione della serie televisiva Sposati... con figli è stata trasmessa in anteprima negli Stati Uniti d'America dalla Fox tra il 28 settembre 1996 e il 9 giugno 1997.
| nº | Titolo originale                   | Titolo italiano | Prima TV USA      | Prima TV Italia |
| -- | ---------------------------------- | --------------- | ----------------- | --------------- |
| 1  | Twisted                            |                 | 28 settembre 1996 |                 |
| 2  | Children of the Corns              |                 | 5 ottobre 1996    |                 |
| 3  | Kelly's Gotta Habit                |                 | 12 ottobre 1996   |                 |
| 4  | Requiem for a Chevyweight (Part 1) |                 | 10 novembre 1996  |                 |
| 5  | Requiem for a Chevyweight (Part 2) |                 | 17 novembre 1996  |                 |
| 6  | A Bundy Thanksgiving               |                 | 24 novembre 1996  |                 |
| 7  | The Juggs Have Left the Building   |                 | 1º dicembre 1996  |                 |
| 8  | God Help Ye Merry Bundymen         |                 | 22 dicembre 1996  |                 |
| 9  | Crimes Against Obesity             |                 | 29 dicembre 1996  |                 |
| 10 | The Stepford Peg                   |                 | 6 gennaio 1997    |                 |
| 11 | Bud on the Side                    |                 | 13 gennaio 1997   |                 |
| 12 | Grime and Punishment               |                 | 20 gennaio 1997   |                 |
| 13 | T*R*A*S*H                          |                 | 27 gennaio 1997   |                 |
| 14 | Breaking Up Is Easy to Do (Part 1) |                 | 24 febbraio 1997  |                 |
| 15 | Breaking Up Is Easy to Do (Part 2) |                 | 24 febbraio 1997  |                 |
| 16 | Breaking Up Is Easy to Do (Part 3) |                 | 3 marzo 1997      |                 |
| 17 | Live Nude Peg                      |                 | 10 marzo 1997     |                 |
| 18 | A Babe in Toyland                  |                 | 17 marzo 1997     |                 |
| 19 | Birthday Boy Toy                   |                 | 31 marzo 1997     |                 |
| 20 | Lez Be Friends                     |                 | 10 aprile 1997    |                 |
| 21 | Damn Bundys                        |                 | 28 aprile 1997    |                 |
| 22 | The Desperate Half-Hour            |                 | 5 maggio 1997     |                 |
| 23 | How to Marry a Moron               |                 | 5 maggio 1997     |                 |
| 24 | Chicago Shoe Exchange              |                 | 9 giugno 1997     |                 |